# Naemorhedus griseus
Naemorhedus griseus este o copitată din genul Naemorhedus, originară din regiunile muntoase ale țărilor Myanmar, China, India, Thailanda, Vietnam și posibil Laos. Este vânată excesiv în unele zone din arealul său. Uniunea Internațională pentru Conservarea Naturii a clasificat-o drept „specie vulnerabilă”.

## Taxonomie
Există două subspecii recunoscute ale speciei Naemorhedus griseus: Naemorhedus griseus griseus și Naemorhedus griseus evansi.

## Descriere
N. griseus este intermediară între antilopă și capră și crește până la o înălțime la greabăn de 50 până la 78 cm și o lungime de 82 până la 130 cm. Are o constituție solidă, membre corpolente și lungi și copite late. Coarnele sunt scurte și conice, iar urechile destul de lungi și ascuțite. Cele patru mamele deosebesc specia de oi și capre, care în mod normal au două. Blana constă dintr-un strat inferior cu fire scurte și dese și un strat superior de fire lungi, aspre și semiridicate. Culoarea este oarecum variabilă, variind de la cenușiu palid până la brun închis sau brun-roșiatic. Are o dungă întunecată de-a lungul spatelui și al părții din față a gâtului, iar partea ventrală este palidă.

## Răspândire și habitat
N. griseus este originară din părți din Asia de Sud-Est. Arealul său cuprinde nord-estul Indiei, Myanmar, nord-vestul Thailandei, nordul Vietnamului și posibil nordul Laosului, cât și majoritatea Chinei, cu excepția extremelor de nord și de sud ale țării. Este o specie specifică zonei montane și este găsită în zone cu teren accidentat, inaccesibil, pe pante abrupte și podișuri, în mod normal limitându-se la zone stâncoase, dar uneori se aventurează și în păduri cu plante sempervirescente și cu frunze decidue și în păduri mixte din vecinătate.

## Comportament
Specimenele de N. griseus trăiesc în grupuri mici, de obicei cu maxim 12 membri, deși în general masculii mai bătrâni sunt solitari. Sunt animale precaute și retrase, petrecându-și cea mai mare parte a timpului pe pante stâncoase situate la înălțime, unde pot evita prădători precum lupul și leopardul. Iarna, se mută la o altitudine mai mică. Se hrănesc predominant cu crenguțe și frunze din tufișuri, dar mănâncă și iarbă, nuci și ghinde. Reproducerea are loc primăvara târziu când unul sau doi pui sunt născuți după o perioadă de gestație de circa 215 zile. Puii pot să se deplaseze la scurtă vreme după naștere și sunt înțărcați toamna, rămânând cu mama pe tot parcursul iernii.

## Stare
Pericolul principal care amenință specia N. griseus este vânătoarea. Aceste animale sunt vânate pentru carne și blană, dar și în scopuri medicinale. O parte din arealul lor face parte din arii protejate unde ar trebui să se afle în siguranță, dar în alte părți populațiile sunt în scădere. Se presupune că acest lucru este cauzat de vânătoarea excesivă, iar Uniunea Internațională pentru Conservarea Naturii a evaluat specia N. griseus drept „specie vulnerabilă”.